# Esta é a Nossa Pátria Bem Amada
Esta é a Nossa Pátria Bem Amada (Ceci est notre bien-aimé pays) est l'hymne national de la Guinée-Bissau. Écrit par Amílcar Cabral, composé par le Chinois Xiao He, il fut adopté à l'indépendance en 1974. Il était aussi l'hymne national du Cap Vert jusqu'en 1996 où un nouvel hymne (Cântico da Liberdade) fut choisi pour le remplacer.

## Texte
Sol, suor e o verde e mar,

Séculos de dor e esperança:

Esta é a terra dos nossos avós!

Fruto das nossas mãos,

Da flor do nosso sangue:

Esta é a nossa pátria amada.

Refrain
Viva a pátria gloriosa!

Floriu nos céus a bandeira da luta.

Avante, contra o jugo estrangeiro!

Nós vamos construir

Na pátria imortal

A paz e o progresso!

Nós vamos construir

Na pátria imortal

A paz e o progresso!

Ramos do mesmo tronco,

Olhos na mesma luz:

Esta é a força da nossa união!

Cantem o mar e a terra

A madrugada e o sol

Que a nossa luta fecundou.

Refrain

## Traduction
Soleil, sueur, verdure et la mer,

Des siècles de douleur et d'espoir,

C'est le pays de nos ancêtres.

Fruit de nos mains,

De la fleur de notre sang:

Ceci est notre pays bien-aimé

Refrain:
Vive notre glorieux pays!

La bannière de notre lutte a flotté dans les cieux.

En avant contre le joug étranger

Nous allons construire 

La paix et le progrès

Dans notre pays immortel

La paix et le progrès

Dans notre pays immortel!

Les branches du même tronc,

Les yeux dans la même lumière;

C'est la force de notre unité!

La mer et la terre,

L'aurore et le soleil chantent

Que notre lutte a porté ses fruits!

Refrain